# Lech Kaczyński
Lech Aleksander Kaczyński, IPA: ['lεx alε'ksandεr ka'ʧɨɲskʲi] (18 tháng 6 năm 1949 – 10 tháng 4 năm 2010) là Tổng thống của Ba Lan và là một nhà chính trị của đảng bảo thủ Pháp luật và Công lý (PiS). Kaczyński đã giữ chức thị trưởng Warszawa từ năm 2002 đến 22 tháng 12 năm 2005, ngày trước khi ông nhậm chức Tổng thống. Ông là người anh em sinh đôi cùng trứng với Jarosław Aleksander Kaczyński., một chính trị gia nổi tiếng, cựu thủ tướng Ba Lan, đương kim chủ tịch đảng PiS, và cũng là người tuyên bố ứng cử chức Tổng thống trong nhiệm kỳ tới.
Ngày 10 tháng 4 năm 2010, ông và phu nhân Maria Helena Kaczyńska tử nạn trong một tai nạn máy bay trong lúc ông đang công du sang Nga nhân dịp kỉ niệm 70 năm thảm sát Katyn. Chiếc Tu-154 gặp tai nạn là loại máy bay do Liên Xô chế tạo và có tuổi thọ ít nhất 20 năm.

## Thiếu thời và học vấn
Lech và Jarosław sinh tại Żoliborz, Warszawa, con của Rajmund (một kỹ sư, phục vụ như binh sĩ trong Armia Krajowa trong thế chiến thứ hai và là cựu chiến binh của cuộc nổi dậy Warszawa) và Jadwiga (nhà ngữ văn học ở Viện Hàn lâm Khoa học Ba Lan).. Lech có thể được phân biệt với người anh em sinh đôi của mình bởi một nốt ruồi bên cằm trái . Lúc còn trẻ con, hai anh em đã là ngôi sao trong bộ phim năm 1962 của Ba Lan, Hai kẻ đánh cắp Mặt Trăng (tiếng Ba Lan: O dwóch takich, co ukradli księżyc), dựa trên một câu chuyện trẻ em nổi tiếng bởi tác giả Kornel Makuszyński.
Lech tốt nghiệp ngành luật và hành chính tại Đại học Warszawa. Năm 1980, ông đã nhận được bằng tiến sĩ tại Đại học Gdańsk. Năm 1990, ông đoạt được habilitation trong luật lao động. Sau đó ông đã làm giáo sư tại Đại học Gdańsk, Đại học Hồng y Stefan Wyszyński ở Warszawa.

## Chống chính quyền cộng sản
Trong thập niên 1970 Kaczyński là một nhà hoạt động trong Ủy ban bảo vệ người lao động – một phong dân chủ và chống cộng sản ở Ba Lan cũng như trong phong trào Công đoàn độc lập. Tháng 8 năm 1980, ông làm cố vấn cho Ủy ban đình công liên xí nghiệp ở xưởng đóng tàu Gdańsk và phong trào Công đoàn Đoàn kết. Trong thời kỳ thiết quân luật do chính phủ đương thời ban hành trong tháng 12 năm 1981, ông bị giam trong trại tập trung như phần tử chống chủ nghĩa xã hội. Sau khi được thả, ông trở lại hoạt động trong Công đoàn Đoàn kết, trở thành thành viên Công đoàn Đoàn kết ngầm.
Khi Công đoàn Đoàn kết được hợp pháp hóa trở lại vào cuối thập kỷ 1980, Kaczyński là một cố vấn tích cực của Lech Wałęsa và Ủy ban Công dân Đoàn kết (Komitet Obywatelski Solidarność) của Lech Wałęsa trong năm 1988. Từ tháng 2 tới tháng 4 năm 1989, ông tham gia Hội nghị bàn tròn Ba Lan.

## Sau hoạt động chính trị 1989
Kaczyński được bầu làm thượng nghị sĩ trong cuộc bầu cử ngành lập pháp Ba Lan tháng 6 năm 1989, và trở thành phó chủ tịch Công đoàn Đoàn kết. Trong cuộc bầu cử nghị viện năm 1991 ông được bầu vào nghị viện như một người không đảng phái. Tuy nhiên, ông được ủy ban bầu cử Center Civic Alliance ủng hộ, một tổ chức liên hệ mật thiết – nhưng không đồng hóa - với đảng chính trị Porozumienie Centrum (Center Agreement) do người anh em song sinh lãnh đạo. Ông cũng là cố vấn chính và người ủng hộ Lech Wałęsa khi ông này trúng cử tổng thống Ba Lan trong tháng 12 năm 1990. Wałęsa đề cử Kaczyński làm bộ trưởng an ninh trong Phủ tổng thống, nhưng sa thải ông năm 1992 do xung đột liên quan tới chính phủ Jan Olszewski.
Kaczyński làm chủ tịch Phòng Kiểm soát tối cao Cộng hòa Ba Lan (Supreme Chamber of Control of the Republic of Poland = Najwyższa Izba Kontroli, NIK) từ tháng 2 năm 1992 tới tháng 5 năm 1995, rồi sau đó làm Bộ trưởng Tư pháp và Tổng công tố viên trong chính phủ Jerzy Buzek từ tháng 6 năm 2000 tới khi ông bị sa thải trong tháng 7 năm 2001. Trong thời gian này, ông rất được lòng dân vì thái độ cứng rắn chống tham nhũng.

### Luật pháp và Công lý
Năm 2001 ông lập đảng chính trị bảo thủ Luật pháp và Công lý (Prawo i Sprawiedliwość – PiS) chung với người em song sinh Jarosław. Lech Kaczyński làm chủ tịch đảng từ năm 2001 tới 2003. Hiện nay, người em ông làm chủ tịch đảng này.

### Thị trưởng Warszawa
Năm 2002, Kaczyński được bầu làm thị trưởng thành phố Warszawa trong một chiến thắng áp đảo. Ông bắt đầu nhiệm kỳ của mình bằng việc khai chiến chống tham nhũng. Ông hết sức ủng hộ việc xây dựng nhà bảo tàng cuộc nổi dậy Warszawa, và năm 2004 ông bổ nhiệm một nhóm người nghiên cứu lịch sử để ước tính các thiệt hại vật chất do người Đức gây ra cho thành phố trong thời kỳ thế chiến thứ hai (một ước tính 85% thành phố bị hủy hoại trong cuộc nổi dậy Warszawa) như một sự trả lời trực tiếp cho các đòi hỏi tăng cao từ những người Đức bị trục xuất khỏi Ba Lan sau thế chiến thứ hai. Nhóm chuyên gia nói trên đã ước tính các thiệt hại của thành phố lên tới mức ít nhất là 45,3 tỷ euro (54 tỷ dollar Mỹ) theo thời giá hiện nay. Ông cũng ủng hộ việc xây dựng nhà bảo tàng các người Do Thái Ba Lan ở Warszawa bằng việc cấp đất cho dự án.
Kaczyński đã 2 lần cấm diễu hành đồng tính ở Warszawa năm 2004 và 2005, ở địa phương gọi là Parada Równości, cho rằng đơn xin diễu hành của các người tổ chức đã không được nộp cách hợp thức. Ông cũng nói rằng mình không tôn trọng quyền biểu tình của các người đồng tính luyến ái: "Tôi tôn trọng quyền biểu tình của các anh với tư cách những công dân, nhưng không với tư cách những người đồng tính luyến ái." Ngoài ra, ông cũng e ngại cuộc diễu hành sẽ khuyến khích "lối sống đồng tính luyến ái" và phàn nàn là cảnh sát đã không sử dụng đủ lực lượng để phá vỡ cuộc diễu hành "Tại sao lực lượng (cảnh sát) đã không được dùng để phá vỡ một cuộc biểu tình bất hợp pháp?". Kaczynski coi các người tổ chức cuộc diễu hành đồng tính luyến ái là những người đồi trụy tình dục. Năm 2004 các đối thủ của ông gọi hành động của ông là trái hiến pháp và ông bị Ban quản trị Mazowieckie Voivodeship – cơ quan chính thức giám sát thị trưởng chỉ trích nhiều lần. Năm 2005, ông cho phép làm cuộc phản biểu tình "Parade of Normality." (diễu hành của người bình thường)
Năm 2007, Ba Lan – do Kaczyński đại diện bị Tòa án Nhân quyền châu Âu xử vi phạm quyền tự do lập hội bởi điều 11 của Công ước châu Âu về Nhân quyền (European Convention on Human Rights).

## Chức tổng thống

### Cuộc bầu cử tổng thống
Ngày 19.3.2005, ông chính thức tuyên bố ý định ứng cử tổng thống trong cuộc bầu cử tháng 10 năm 2005. 
Được bầu làm tổng thống nước Cộng hòa Ba Lan, khi đánh bại người về nhì Donald Tusk, bằng 54,04% phiếu bầu thu được, Kaczyński đã đảm nhiệm chức vụ ngày 23.12.2005 bằng việc tuyên thệ nhậm chức trước Quốc hội.

### Chính sách đối nội
Trong bài nói chuyện đầu tiên trước công chúng với tư cách tổng thống đắc cử, Kaczyński nói rằng nhiệm vụ cơ bản trong nhiệm kỳ tổng thống của mình là cải thiện chế độ cộng hòa, gồm việc thanh lọc nhiều căn bệnh trong cuộc sống, đáng chú ý nhất là tội phạm (...) nhất là tội tham nhũng, lao vào làm giàu bất chính, và bảo đảm an sinh xã hội cơ bản, bảo đảm y tế, an toàn thương mại, tạo các điều kiện căn bản cho việc phát triển gia đình, kinh tế.
Ông nhắm theo đuổi nhiều mục tiêu trong nhiệm kỳ tổng thống của mình. Trong các việc nội chính có: gia tăng sự đoàn kết xã hội, đem lại công lý cho những người có trách nhiệm gây ra tội phạm và những người là nạn nhân của tội phạm trong thời gian cầm quyền của chính phủ nước Cộng hòa Nhân dân Ba Lan, đấu tranh chống tham nhũng, tạo an toàn kinh tế và an toàn cho phát triển gia đình. Kaczyński cũng nói mình sẽ tìm cách thủ tiêu sự khác biệt giữa các vùng của Ba Lan. Trong bài diễn văn này ông cũng nhấn mạnh sự kết hợp việc hiện đại hóa với truyền thống và nhắc nhở các lời giáo huấn của giáo hoàng Gioan Phaolô II.
Ngày 21.12.2008, Kaczyński trở thành vị nguyên thủ quốc gia Ba Lan đầu tiên tới thăm một đền thờ đạo Do Thái ở Ba Lan và dự buổi lễ tôn giáo cử hành ở đây. Việc tham dự của ông trùng hợp với đêm đầu tiên của lễ Hanukkah.
Kaczyński đã nỗ lực rất lớn để tưởng niệm nhiều anh hùng dân tộc Ba Lan được gọi là những binh sĩ bị hành hạ đau khổ trong tay cảnh sát mật vụ Ba Lan, Bộ Dân ủy Nội vụ NKVD Liên Xô, Cục tình báo phản gián SMERSH của quân đội Liên Xô, cùng các cơ quan đàn áp khác của sự khủng bố cộng sản. Những anh hùng dân tộc này là Witold Pilecki, August Fieldorf, cùng nhiều người khác, đã được phục hồi danh dự sau khi chết và được truy tặng các huân chương cao nhất của Ba Lan.

### Ngoại giao

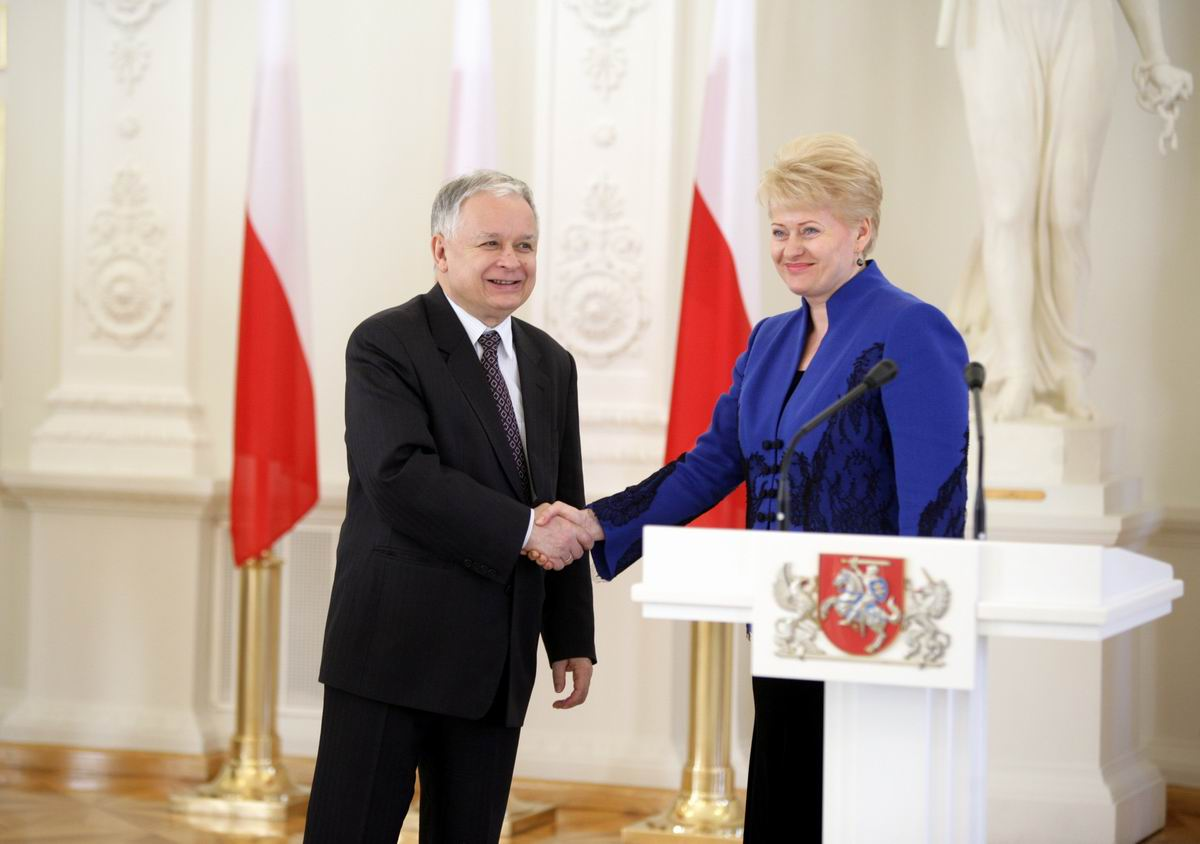
Cuộc gặp mặt giữa với tổng thống Litva Dalia Grybauskaitė, tại dinh tổng thống ở Vilnius ngày 08.4.2010. Đây là buổi gập mặt cuối cùng của Kaczyński với một người đồng nhiệm.

Trong ngoại giao, Kaczyński nhận thấy nhiều vấn đề khó khăn của Ba Lan liên quan tới sự thiếu an toàn năng lượng và vấn đề này phải được giải quyết để bảo vệ các quyền lợi của Ba Lan. Việc củng cố các quan hệ chặt chẽ với Hoa Kỳ trong khi tiếp tục phát triển các quan hệ bên trong Liên minh châu Âu là 2 mục tiêu chính của chính sách đối ngoại của Ba Lan, cũng như cải thiện các quan hệ với Pháp và Đức, mặc dù có nhiều vấn đề trong quan hệ với Đức.
Ngoài 2 vấn đề trên, các mục tiêu trước mắt của ông là phát triển quan hệ đối tác chiến lược rõ ràng với Ukraina và hợp tác nhiều với các nước vùng biển Baltic cùng Gruzia.
Ông rất được ngưỡng mộ ở Israel, vì đã xúc tiến việc giáo dục thanh thiếu niên Ba Lan về Holocaust. Có nhiều người Israel đã rất đau buồn về cái chết của ông.
Bộ trưởng quốc phòng Radosław Sikorski đã so sánh đường ống dẫn khí đốt Nga – Đức Nord Stream với hiệp ước Ribbentrop – Molotov và bộ trưởng ngoại giao Anna Fotyga nói rằng đường ống dẫn khí này là một đe dọa đối với sự an toàn năng lượng của Ba Lan.
Trong cuộc họp Liên minh châu Âu – Nga tháng 11 năm 2006 tại Helsinki, Ba Lan đã phủ quyết việc đưa ra cuộc đàm phán quan hệ đối tác Liên minh châu Âu – Nga, do Nga đã cấm nhập các sản phẩm thịt và thực vật của Ba Lan.

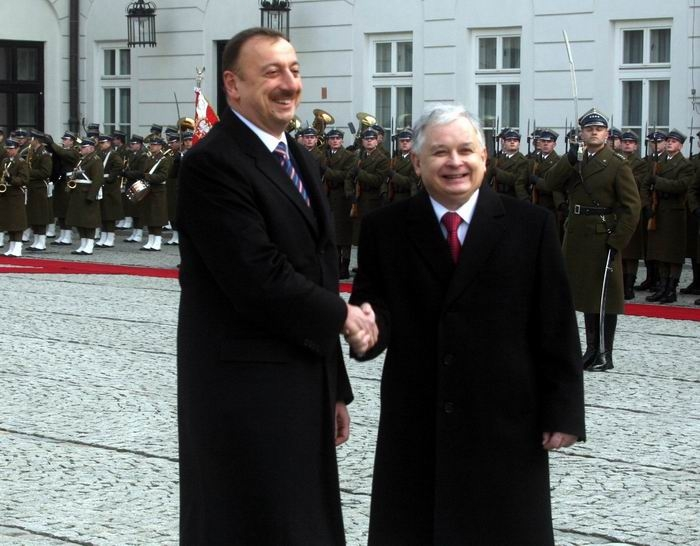
Lech Kaczyński và tổng thống Azerbaijan Ilham Aliyev, năm 2008.

Để phản ứng đối với các đòi hỏi của nhóm người Đức lưu vong Preussische Treuhand, đại diện cho các người Đức ở Ba Lan bị trục xuất sau thế chiến thứ hai, bộ trưởng ngoại giao Ba Lan Fotyga (một người được Kaczyński che chở) đã đe dọa (lầm) là sẽ áp dụng lại Hiệp ước năm 1990 ấn định biên giới Ba Lan– Đức ở các sông Oder và Neisse thay vì Hiệp ước hựu nghị ký trong cùng năm.
Tiếp theo cuộc xung đột quân sự giữa Nga và Gruzia năm 2008, Kaczyński đã cung cấp website của tổng thống Ba Lan để phổ biến thông tin cho các cổng internet của Gruzia bị Liên bang Nga chặn.
Trong cuộc viếng thăm Serbia năm 2009, Kaczyński đã nói rằng chính phủ Ba Lan, trên nền tảng thẩm quyền hợp hiến của mình, đã quyết định công nhận Kosovo và nhấn mạnh rằng ông, với tư cách tổng thống, không đồng tình với việc này.
Kaczyński đã kiên định ủng hộ các nỗ lực quốc tế để kiềm chế nạn khủng bố. Lực lượng quân đội Ba Lan đã tham gia tích cực vào các cuộc hành quân ở Afghanistan và Iraq bên cạnh Hoa Kỳ, Anh và các nước khác trong khối NATO.

### Các ân xá của tổng thống
Trong các năm 2005–2007, căn cứ theo điều 133 của Hiến pháp nước Cộng hòa Ba Lan, Kaczyński đã ân xá cho 77 người và từ chối ân xá 550 người.

## Hôn nhân và gia đình
Kaczyński kết hôn với kinh tế gia Maria Kaczyńska năm 1978. Họ có một người con gái. Em ông – Jarosław Kaczyński – là cựu thủ tướng Ba Lan.

## Tử nạn

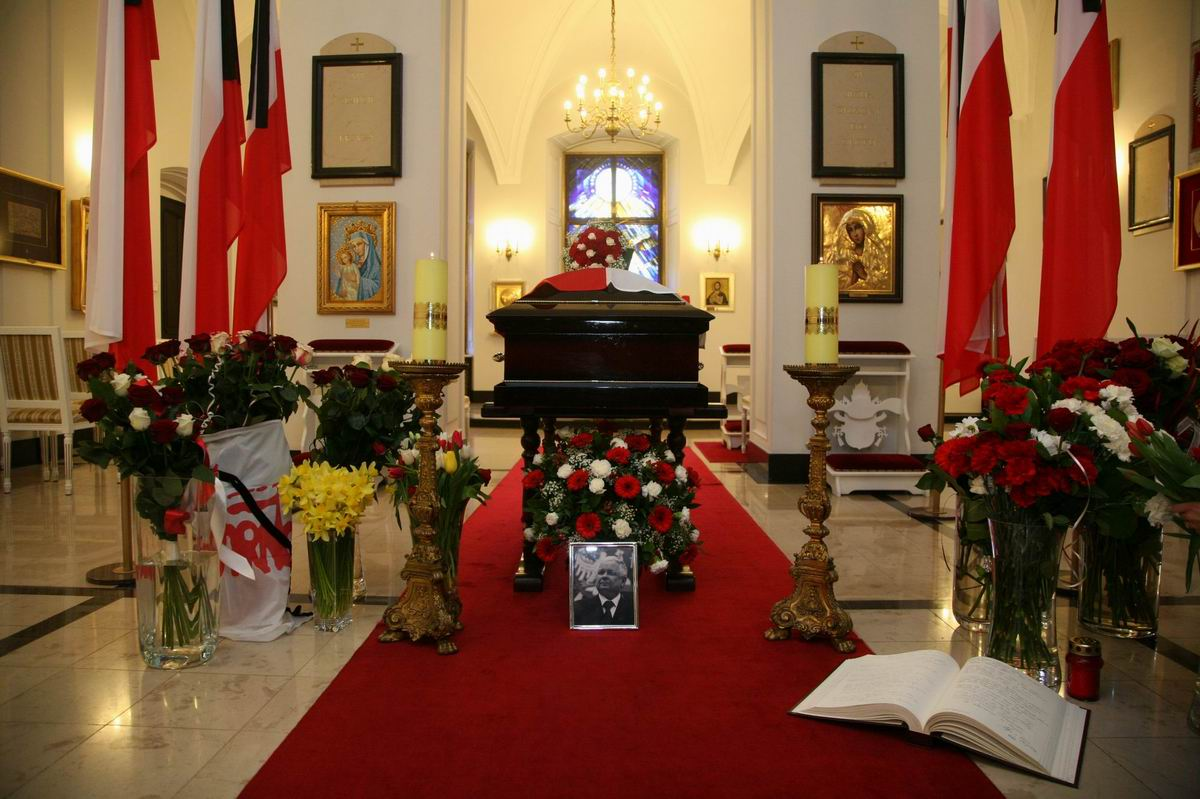
xác Lech Kaczynski đặt ở nơi công cộng ở nhà nguyện dinh Tổng thống

Ngày 10.4.2010, một máy bay Tupolev Tu-154M đã chở Lech Kaczyński, vợ ông Maria Kaczyńska, và các thành viên khác của phái đoàn Ba Lan (các nhân vật chính quyền và quân sự hàng đầu nhà nước Ba Lan) từ Warszawa tới tưởng niệm vụ thảm sát Katyn. Máy bay đã bị rớt khi đáp xuống Căn cứ không quân Smolensk ở Nga lúc 08:56 giờ giờ Đông Âu (06:56 GMT). Máy bay đụng ngọn cây trong tình trạng sương mù cách sân bay khoảng 1 km. Thống đốc tỉnh Smolensk xác nhận với kênh tin Russia 24 rằng không ai sống sót trong vụ rớt máy bay này. 96 người bị chết, trong đó có nhiều nhà lãnh đạo dân sự và quân sự Ba Lan.
Tổng thống Nga Dmitry Medvedev đã ra lệnh lập một ủy ban chính phủ để điều tra vụ rớt máy bay này do thủ tướng Nga Vladimir Putin chịu trách nhiệm điều tra.

### Lễ quốc tang
Ngày 11.4.2010 xác tổng thống Kaczynski đã được đưa về Ba Lan, nơi ông và bà vợ được đặt năm nơi công cộng trong dinh tổng thống ở Warszawa để dân chúng tới viếng. Lễ quốc táng được tổ chức ở thành phố Kraków ngày 18 tháng 4 năm 2010. Sau lễ tang theo nghi thức Công giáo ở Vương cung thánh đường đức Mẹ Kraków, vợ chồng tổng thống được an táng trong một quách đặt ở phòng ngoài hầm mộ của Józef Piłsudski dưới lòng nhà thờ chính tòa Wawel, nơi an nghỉ nhiều vị vua và anh hùng quốc gia Ba Lan. Một số lớn giới chức cầm quyền nước ngoài đã không thể tới dự lễ tang theo như kế hoạch ban đầu, vì tình trạng ngưng bay trên không phận châu Âu do tro của núi lửa Eyjafjallajökull ở Iceland phun ra.

## Một vài hình ảnh

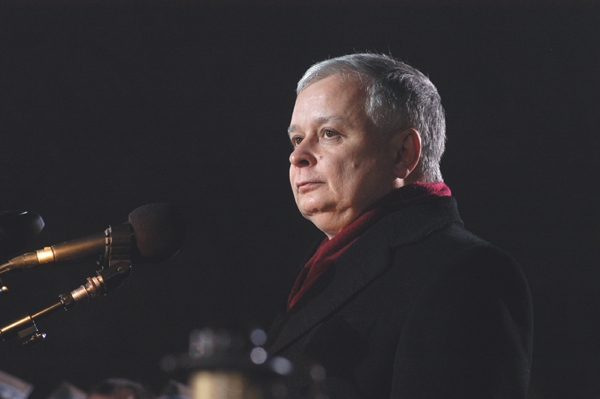
Lech Kaczyński
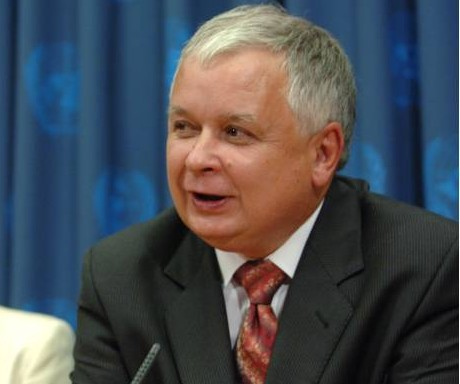
Lech Kaczyński
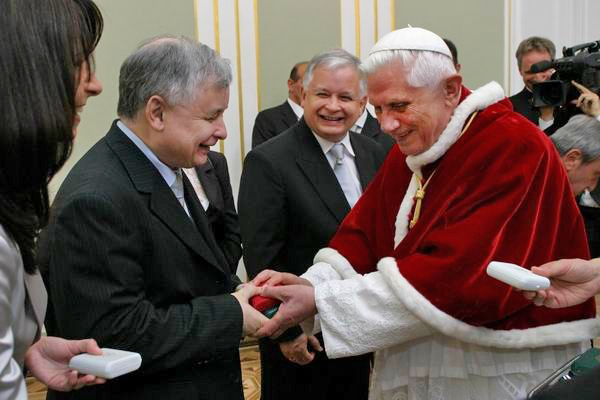
Jarosław Kaczyński (trái), Lech Kaczyński (giữa) và Giáo hoàng Benedict XVI
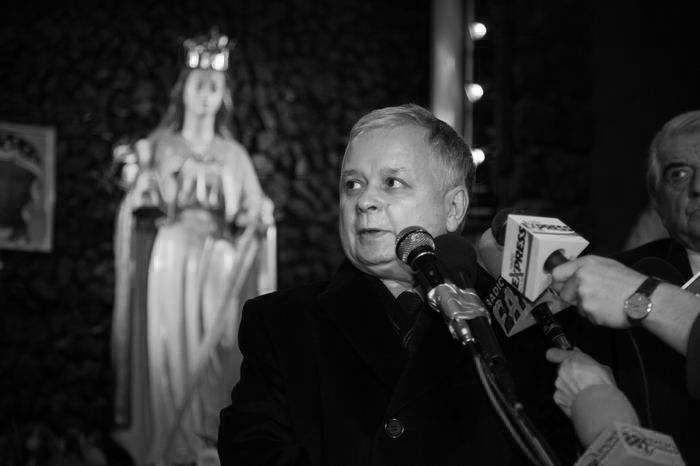
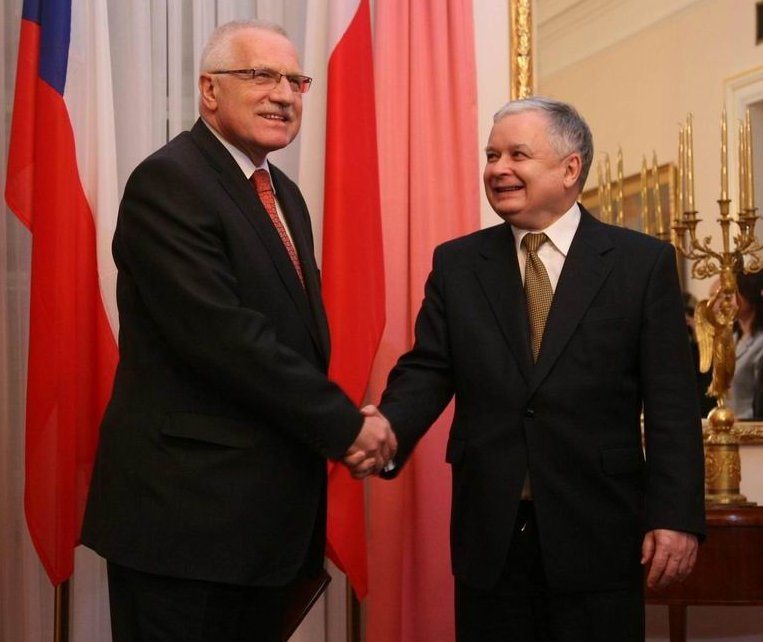
With Vaclav Klaus
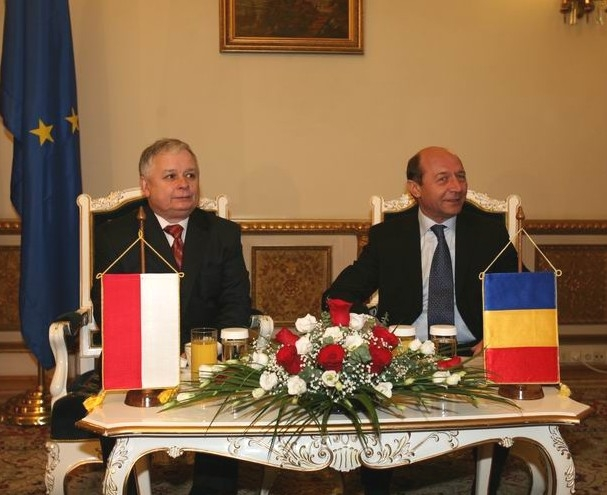
Mit Basescu
With Ahmet SezerWith Ahmet Sezer
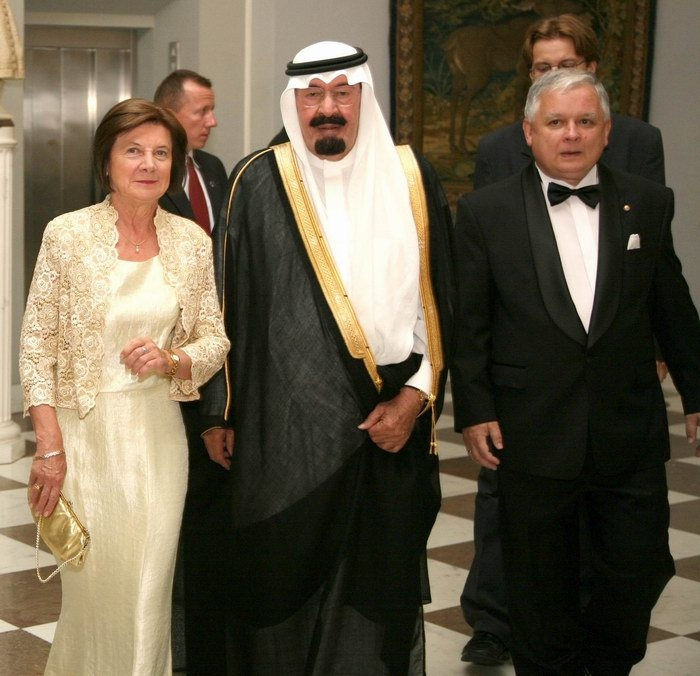
Với Abdullah của Ả Rập Saudi
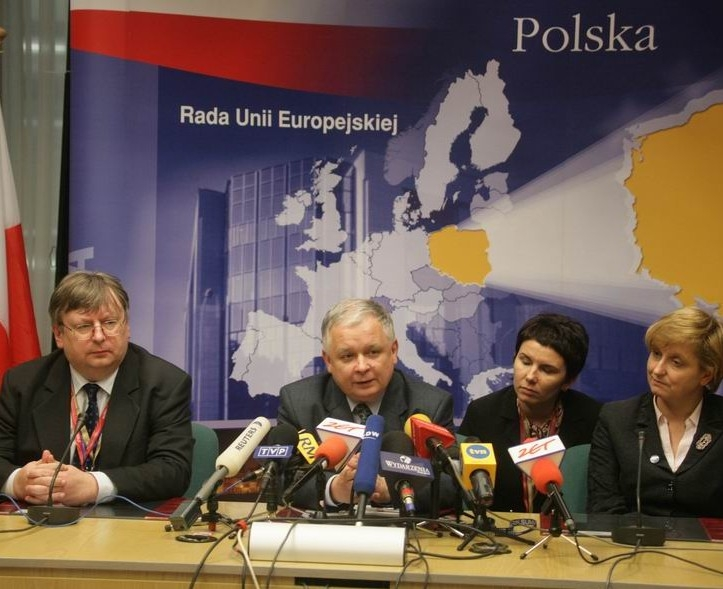
Lech Kaczyński ở Bruxelles
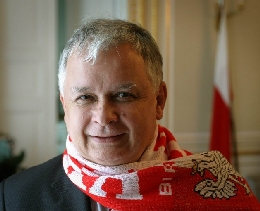
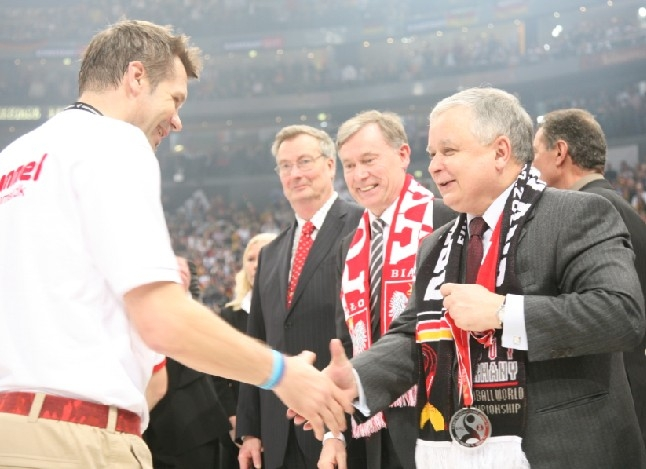
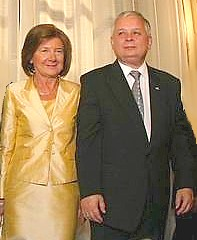